# 修士的慾念
《修士的慾念》是一部2011年法-西合製的驚悚劇情片，由多米尼克·摩爾導演，改編自馬修·格雷戈瑞·路易斯的同名哥德小說《修道士》。小說記載了一個方濟嘉布遣會的修士安布羅脩，他原本在西班牙受人尊敬卻結局慘淡。
電影在艾瓜穆爾西亞、阿爾梅里亞、赫羅納、馬德里和納瓦拉攝製，於2011年7月13日在法國公映。

## 電影角色
- 文森·卡索 飾 嘉布遣會修士安布羅脩
- 黛博拉·法蘭西絲（英语：Déborah François） 飾 瑪蒂妲[2]
- 約瑟芬·賈派（英语：Joséphine Japy） 飾 安東妮亞
- 凱薩琳·慕雪（英语：Catherine Mouchet） 飾 歐薇兒
- 潔洛汀·卓別林（英语：Geraldine Chaplin） 飾 修女院院長
- 沙吉·羅培茲（英语：Sergi López i Ayats） 飾 墮落者
- 約爾迪·達德（英语：Jordi Dauder） 飾 佩雷·米格爾
- 羅仙娜·杜蘭（英语：Roxane Duran） 飾 阿妮絲修女
- 法瑞德里克·諾艾萊 飾 洛倫佐
- 哈維爾·吉爾·巴萊（英语：Javivi） 飾 安德烈修士

## 外部連結
- 互联网电影数据库（IMDb）上《修士的慾念》的资料（英文）
- 豆瓣电影上《修士的慾念》的資料 （简体中文）
- AllMovie上《修士的慾念》的资料（英文）
- 爛番茄上《修士的慾念》的資料（英文）
- 開眼電影網上《修士的慾念 （页面存档备份，存于）》的資料 （繁體中文）
- 香港外語電影資料網上《修士的慾念》的資料 （繁體中文）